# Mr. Wang
Mr. Wang, además conocido como Mr. Wong, Mr. Wing o 'Wang Sau Nam (王先生 | cantonés:Wong Sin Sang | mandarín:Wang Xiān Shēng) es una serie de manhua creada por Ye Qianyu (Yip Tsin Yu, 1907-1995) para la revista Shanghai Sketch (Shanghai Manhua) en 1929. 
Esta serie no debe confundirse en el personaje literario de Hugh Wiley, Mr. Wong.  

## Los personajes
Mr. Wang está considerado como uno de los primeros personajes del cómic chino y fue también uno de los más populares de su época. Su protagonista, alto, calvo, delgado y con un fino bigote (físicamente muy parecido al propio autor) era sin embargo el prototipo de ciudadano medio de Shanghái con el que podían identificarse los lectores de la revista. Como contrapunto a Wang se creó el personaje de su amigo Mr. Chen, con gafas y ataviado a la occidental. Las costumbres locales, las convenciones sociales y la situación política del momento eran hábilmente parodiados por Ye.

## La serie
Aunque debutó en el Shanghai Sketch, la serie pasó a publicarse en la contraportada del Modern Miscellany en la década de los 30, convirtiéndose en la serie estrella de la nueva revista. Su éxito fue tal que en 1937 se rodó una versión cinematográfica, interpretada por Yip Yan Fu como Mr. Wang, titulada Mr. Wong of Guangdong. Entre 1955 y 1959 se rodaron en Hong Kong una serie de películas libremente basadas en las aventuras de Mr. Wang, pero adaptadas a las costumbres de la excolonia británica y sin aparecer Ye en los títulos de crédito. En estos filmes Wang fue encarnado por Tang Kei Chen y posteriormente por Wang Qinghe y Sun Ma Si Tsang.

## Filmografía de Mr. Wang
- Mr. Wong of Guangdong (1937)
- Mr. Wang and Fatty Chen (1955)
- Mr. Wang Marries His Daughter to Hong Kong (1958)
- A Stroke of Romance for Mr. Wang (1959)
- Mr. Wang's Visit to His Relatives in Hong Kong (1959)
- Mr. Wang Advertises for a Wife (1959)
- Mr. Wang Throws a Birthday Party (1959)
- Mr. Wang Is in His Wife's Dress by Mistake (1959)
- Mr. Wang's Adventures with the Unruly Girl (1959)